# Великое Си
Великое Си (кит. упр. 大奚国, пиньинь Dà Xī guó) — короткоживущее государственное образование, существовавшее в Северном Китае в начале XII века.
В 1114 году чжурчжэни восстали против империи Ляо. В 1120 году с ними заключила стратегический союз китайская империя Сун, а правивших в Ляо киданей поддержали тангуты, кроме того на помощь киданям прибыл 20-тысячный корпус воинов из племени си, который возглавил Сяо Гань.
В 1122 году тангутская армия была разгромлена в решающем сражении на реке Ишуй. После разгрома тангутов чжурчжэни по трём направлениям двинулись на захват области Янь. Киданьская императрица была в растерянности, в рядах киданьской верхушки наступил раскол: Сяо Гань предложил план возрождения государства на территории обитания своего племени си (которое в это время проживало на территории Маньчжурии), Елюй Даши настаивал на отходе к императору Тяньцзо-ди. Елюй Даши убил Сяо Бодэ, мешавшего его возвращению к Тяньцзо-ди и, захватив императрицу, с другими киданьскими военачальниками отправился на запад. Сяо Гань, увидев в этом вероломство, ушёл с сискими и бохайскими воинами на территорию племени си, где в 1123 года провозгласил образование государства Великое Си, присвоив себе императорский титул Шэнь-шэн.
Вскоре государство Великое Си было разгромлено китайцами. Сяо Гань был убит одним из приближённых, и его голова была отослана в Сун. Согласно созданной Е Лунли «Истории государства киданей», «по этому случаю сунский император Хуэй-цзун устроил приём поздравлений во дворце Цзычэньдянь».